# 大地之子 (小说)
大地之子是日本作家山崎豐子的小說，以二戰後日本殘留在中國東北的孤兒為主角。小說台灣版由麥田出版。1995年由日本放送協會(NHK)與中國中央电视台合作改編為電視劇；值得一提的是，飾演主角陸一心的上川隆也與飾演陸一心生父的仲代達矢在劇中有大量普通話台詞，口齒清晰。在台灣由廣電基金（借用中視的時段）播出，台灣得利發行過VHS及VCD，原聲帶由歌林天龍公司發行。日本方面则于近年发行DVD。

## 情節概要
日本戰敗後，日軍日僑撤出中國東北，少年松本勝男與家人失散，遭人販子拐騙流落街頭，被善心的老師陸德志帶回家扶養，改名為陸一心。陸一心大學畢業後任工程師，與趙丹青的初戀卻因日本背景無疾而終；文革爆發後，陸一心在工廠被揭發是日本人，下放內蒙勞改，受盡折磨，卻也因此結識在當地擔任巡迴護士的江月梅。透過江月梅，陸徳志得知養子的處境，四處奔走營救，陸一心才得以回到城市工作。
文革結束，陸一心與江月梅結婚生下一女。在工作場合，陸一心與前來中國協助興建宝华製鋼廠的生父松本耕次相遇，並尋獲目前改名張玉花的妹妹敦子，但多年的貧困生活使敦子積勞成疾，重逢後不久即撒手人寰。妹妹死後，陸一心終於和生父相認……

## 電視劇
1995年11月11日起，《大地之子》改编而成，由日本放送協会（NHK）与中国中央电视台共同製作的电视连续剧《大地之子》在NHK综合频道播出。作为二战结束50周年与NHK开台70周年的纪念作品，电视剧《大地之子》总投入达到25亿日元以上，由仲代达矢、上川隆也、蒋雯丽、朱旭等出演。电视剧播出后在日本社会引起很大反响，此後十余年中多次重播。